# Aleksiej Iljuszyn
Aleksiej Maksimowicz Iljuszyn, ros. Алексей Максимович Ильюшин (ur. 29 lipca 1980) – rosyjski szachista, arcymistrz od 2001 roku.

## Kariera szachowa
Pod koniec lat 90. XX wieku należał do światowej czołówki juniorów. Czterokrotnie zdobył medale mistrzostw Europy i świata, w latach: 1997 (Erywań, MŚ do 18 lat – srebrny), 1998 (Oropesa del Mar, MŚ do 18 lat – srebrny), 1998 (Mureck, ME do 18 lat – brązowy) oraz 1999 (Patras, ME do 20 lat – srebrny). W latach 2005 i 2007 dwukrotnie wystąpił w rozegranych w Chanty-Mansyjsku turniejach o Puchar Świata, w obu przypadkach przegrywając swoje pojedynki w I rundach (odpowiednio z Krishnanem Sasikiranem oraz Leinierem Dominguezem Perezem).
Do innych jego indywidualnych sukcesów należą m.in.:
- dz. II m. w Hengelo (1999, za Steliosem Halkiasem, wspólnie z Janem Gustafssonem i Leifem Erlendem Johannessenem),
- II m. w Sajanogorsku (2000, za Władimirem Małachowem),
- I m. w Saratowie – wielokrotnie (m.in. 2002, 2004, 2008),
- dz. III m. w Ontario (2003, turniej 40th Canadian Open, za Aleksandrem Mojsiejenko i Aleksandrem Wojtkiewiczem, wspólnie z Larry Christiansenem i Walterem Arencibią)[3],
- I m. w Witebsku (2004),
- dz. II m. w Moskwie (2005, turniej Moscow Open, za Farruchem Amonatowem, wspólnie z Władimirem Dobrowem, Dmitrijem Boczarowem, Jewgienijem Worobiowem, Aleksandrem Lastinem i Antonem Szomojewem),
- dz. II m. w Samarze (2006, za Jewgienijem Szaposznikowem, wspólnie ze Stanisławem Wojciechowskim i Walerijem Jandiemirowem),
- I m. w Barcelonie (2007),
- dz. II m. w Esbjergu (2008, turniej The North Sea Cup, za Wadimem Małachatko, wspólnie z Aleksandrem Jewdokimowem).

Uwaga: Lista sukcesów niekompletna (do uzupełnienia od 2009 roku).
Najwyższy ranking w dotychczasowej karierze osiągnął 1 października 2008 r., z wynikiem 2564 punktów zajmował wówczas 60. miejsce wśród rosyjskich szachistów.